# السلمية (سوريا)
السَّلَميَة مدينة سورية تقع على بعد ثلاثين كيلومتراً إلى الشرق من مدينة حماة في وسط سوريا. بلغ عدد سكان المدينة 66.724 نسمة (إحصاء 2004). كما بلغ تعدادها السكاني 105,166 حسب إحصائيات أمانات السجل المدني نهاية عام 2010.
لهذه البلدة أهمية تاريخية حيث أنها كانت مقراً للدعوة الإسماعيلية الباطنية ومنها انطلق عبيد الله المهدي حيث غادر سلمية إلى تونس ليصبح الخليفة الأول للدولة الفاطمية.
خرج منها مفكرون ومثقفون مثل: محمد الماغوط، وسليمان عواد وعلي الجندي وعلي خلوف وفايز خضور وإسماعيل عامود و حميد الحاج ومحمد مصطفى درويش وأكرم قطريب والصحفي زيد قطريب[بحاجة لمصدر]. والمفكرون مثل : عارف تامر ومصطفى غالب وإبراهيم فاضل إضافة إلى محمود أمين وسامي الجندي وعاصم الجندي وحسين الحلاق وحسين هاشم ومحمد عزوز ومراد داؤد وغيرهم.[بحاجة لمصدر]
ومن أهم البلدات التابعة إدارياً لمدينة سلمية بلدة تلدرة وتلتوت وبري الشرقي والسعن. ومن أهم القرى جدوعة والمفكر و فريتان وتل جديد. تحتضن هذه المنطقة التي هي لسان أخضر في قلب البادية السورية الكثير من الآثار العريقة والتي ما يزال الكثير منها ينتظر الكشف في عدة مواقع أثرية في المدينة ومحيطها. تقع في حوضةٍ تحيطُ بها الهضابُ والجبالُ الكلسيةُ، فمنَ الجنوبِ هضبة السطحيات التي تمتد من الغرب إلى الشرق حيثُ هضاب ومرتفعات جبالِ الشومرية، ومن الشرق جبالُ البلعاس، ومن الشمال جبال العلا، ومن الغرب مرتفعات الهضبة الكلسية التي تشكِّلُ شبه حاجزٍ يفصلها عن حوض العاصي.
كانتْ سلَمْيَةُ بهذا الموقع الاستراتيجي بين الشرق والغرب وبين الشمال والجنوب قد جذبت انتباهَ قوافلِ التجارِ عبرَ العصورِ لأسبابٍ متعددةٍ أهمها : قربها من المعمورة، ومجاورتها للبادية، فهي عقدةُ وصلٍ بين الشرقِ والغربِ حيثُ كانتْ تعبرها القوافلُ وهذا ما أكسبها أهميةً جعلتها تجددُ بناءها كلما دخلَ فيها الخرابُ والدمار. والأمرُ الآخرُ من الأهميةِ بمكانٍ هو وقوعها على الطريق الثانية القادمة من حلب إلى سفيرة فالأندرين إلى قصر ابن وردان ماراً بها إلى الرستن ثمَّ تتجهُ إلى دمشق أو لبنان عبرَ جبال القلمون. من هنا نتبينُ أهميتها من خلالِ الأحداث التاريخية المتعاقبة عليها عبرَ السنين والأحقاب.

## الموقع والتاريخ

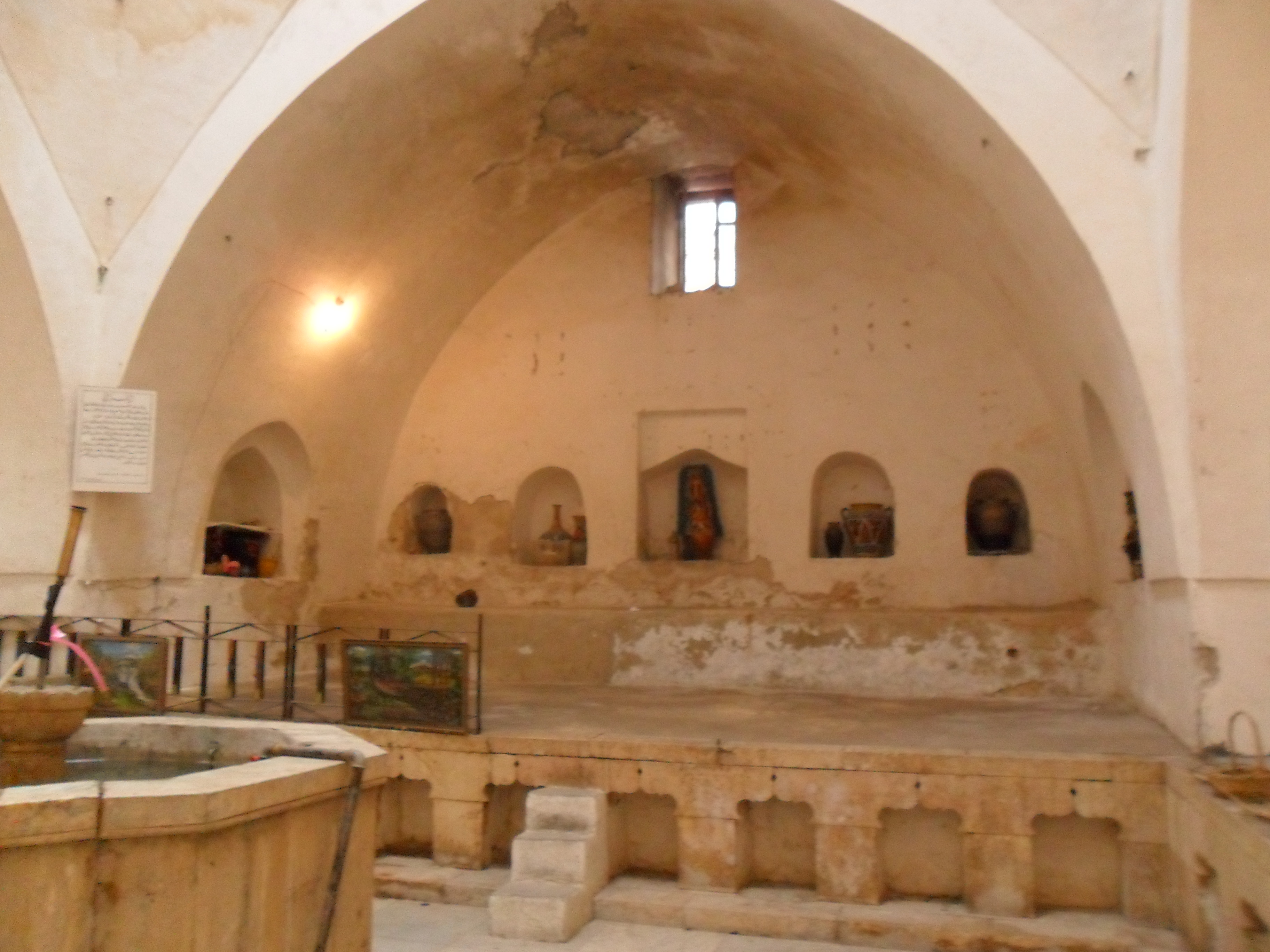
الحمام، وهو روماني بقواعده ومدخله، وإسلامي بقببه

تبعد عن مدينة حماة (33) كم وتقع إلى الجنوب الشرقي منها، مبنية على هضبة ترتفع(475) م عن سطح البحر.
كان يعبرها في الماضي طريقان تجاريان هامان أولهما يبدأ من سواحل الخليج العربي والبصرة فبابل
فالرصافة رصافة هشام وسط البادية السورية فأثريا فالسلمية فالرستن فالقريتين ف دمشق. وثانيهما يبدأ من حلب فالسفيرة فالأندرين فقصر ابن وردان فالسلمية حيث يلتقي بالطريق الأول في القدم جنوب دمشق.
ويذكر عارف تامر بأن سلمية سميت بهذا الاسم تخليدا لذكرى معركة سالميس التي انتصر فيها اليونانيون على الفرس عام (480) ق.م، كما ذكر ياقوت الحموي في معجم البلدان أن الاسم مشتق من ((سلم مائة)) نسبة إلى المائة رجل الذين نجوا من الموت عندما اجتاح الدمار مدينة المؤتفكة وأن هؤلاء المائة قد نزلوا في السلمية وعمروها في القدم، وحسب أقوال المؤرخ الراحل الدكتور عارف تامر بأنها كانت عامرة منذ زمن السومريين (2400-3000) ق. م، وأنها كانت تابعة للمشرفة (قطنا) أيام الآموريين (2100-2400) ق. م. ثم خضعت للحثيين والآشوريين (1500) ق. م، وأنه في نهاية القرن التاسع وبداية القرن الثامن قبل الميلاد حكمها الآراميون فضموها إلى مملكة حماة. أما في العصر السلوقي فقد ازدهرت وأصبحت محطة تجارية كبيرة، وارتبطت مع أفاميا بطريق معبد، وضمت إلى حمص في العصر الروماني، وزاد ازدهارها خلال حكم أسرة شميسغرا الحمصية لروما، كما ثابرت على ازدهارها في العصر البيزنطي فأصبحت إحدى المراكز المسيحية الرئيسية في الشرق وصارت مركزا لأبرشية مسيحية كبرى تمتد سلطتها من طرابلس الشام حتى الرصافة فكان يتبعها (76) كنيسة.
لحق سلمية الخراب إثر اجتياح الفرس لها عند احتلالهم لسورية عام (547) م، فأصبحت خاوية تجوبها القبائل البدوية، إلى أن أعاد بنائها عبد الله بن صالح بن علي العباسي عام (136) هـ حوالي (754) م فاستعادت مركزها التجاري وتطورت تطورا كبيرا خلال القرنين الثاني والثالث للهجرة حيث وفد إليها مجموعة من الإسماعيليين فجعلوا منها قاعدة لدعوتهم السرية، وكان أولهم عبد الله بن محمد بن إسماعيل بن جعفر الصادق الذي ألّف أو اشترك في تأليف كتاب ((إخوان الصفا وخلان الوفا)) ذائع الصيت وهو في السلمية كما يذكر عارف تامر، وأنه أطلق على نفسه اسم عبد الله بن ميمون القداح بقصد إخفاء شخصيته عن العباسيين، وقد أثار كثيرٌ من المؤرخين الشك حول عبد الله بن ميمون القداح وبأنه يهوديٌ وهذا ما لا أستطيع الجزم به.
وهاجم القرامطة سلمية في أواخر القرن الثالث للهجرة عام (874) م بقيادة الحسين بن زكرويه ففتكوا بأهلها ولم يبقوا فيها أحدا على قيد الحياة بما في ذلك صبية الكتاتيب والبهائم كما ذكر صاحب كتاب الرسل والملوك.
استطاع عبيد الله المهدي أحد أحفاد عبد الله بن ميمون القداح النجاة بنفسه وأن يصل إلى شمالي أفريقيا حيث أعلن قيام الدولة الفاطمية أو الدولة العبيدية كما يسميها بعض المؤرخين والذين شككوا أيضاً ونفوا أن يكون عبيد الله مؤسس الدولة العبيدية وأحفاده من بعده يرجع نسبهم إلى آل البيت النبوي.
وفي عام (1168) م أعطى صلاح الدين الأيوبي سلمية إلى ابن أخيه الملك المظفر تقي الدين صاحب حماة ثم أصبحت موضع نزاع بين أبناء العمومة ملوك حمص الأسديين وملوك حماة التقويين وبعد معركة عين جالوت التي انتصر فيها الملك المظفر على التتر عام (1242) م أقطعها الملك المظفر للأمير مهنا آل الفضل بن ربيعة بن طي لبلائه الحسن في تلك المعركة. ذكر ابن الوردي في تاريخه : أن سلمية تعرضت للانحطاط في ذلك العهد، بسبب نزاع أفراد أسرة مهنا فيما بينهم. أما خرابها للمرة الثانية فكان على يد تيمور لنك، ولقد ظل هذا الخراب مدة خمسة قرون ونيف وكان حكمها طوال هذه المدة بيد آل مهنا الذين اتخذوا اسم ((آل أبي ريشة)) فيما بعد، أما الأعراب الذين التفوا حولهم فكانوا يدعون الموالي.
وفي القرن الحادي عشر للهجرة السابع عشر للميلاد سيطر الأمير فخر الدين ا لمعني على حمص وحماة وتدمر والسلمية فأبقى لآل أبي ريشة سيطرتهم عليها وبعد مدة غزت قبيلة شمر العراقية سلمية في محاولة لانتزاعها من الموالي وظلت الحروب قائمة بين الطرفين حوالي عشر سنوات وأخيرا جاءت قبيلة عنزة فاحتلتها وأجلت الموالي عنها حتى أواخر القرن الثالث عشر للهجرة. ويعود إعمار سلمية الحديث إلى عام (1848) م وذلك عندما أصدر السلطان عبد المجيد العثماني قرارا بالعفو عن كل من يقوم بإعمار أي منطقة شرقي نهر العاصي فأخذ الإسماعيليون بالهجرة إليها من مواطنهم في جبال الساحل (مصياف والقدموس والخوابي وعكار) وذلك إحياء لمجدهم الغابر وهربا من الاضطرابات والمشاكل التي كانوا يعانون منها في الجبل وأخذوا يزرعون الأرض التي جادت بخيراتها فظهرت قرى جديدة حول المدينة التي قام فيها العمار والازدهار والتوسع.
يذكر المؤرخون سلمية على أنها بلدة صغيرة جدًا ذات مستوطنة ريفية محدودة نتيجة غزو القرامطة حتى أوائل الفترة العثمانية. في عهد العثمانيين، كانت المدينة بمثابة مركز سنجق (مقاطعة فرعية) في طرابلس. في معظم فترات القرن السادس عشر إلى الثامن عشر، كانت المدينة تحت سيطرة أحد أفراد أسرة أبو الريش البدوية التي كانت تعمل كحكام عثمانيين.
السلمية هي حاليا أكبر مركز سكاني للمسلمين الإسماعيليين في العالم العربي. تم دفن رفات الأمير علي خان، والد الإمام الإسماعيلي النزاري الحالي آغا خان الرابع، في المدينة. يقع مقر المجلس الأعلى الشيعي الإسماعيلي في سوريا في المدينة، وكذلك العشرات من جماعة خانا. خلال منتصف القرن العشرين، شهدت سلمية نموًا في التنوع الديني مع بناء أول مسجد سني، والآن تعد المدينة موطنًا لما يقرب من اثني عشر مسجدًا سنيًا ومسجدًا شيعيًا جعفريًا في حي القدموسي بالمدينة الذي يعد موطنًا. لأغلب شيعة المدينة الإثنا عشرية الذين هاجروا إلى المدينة بعد الاشتباكات العرقية والدينية في مسقط رأسهم القدموس مطلع القرن العشرين. حالياً، ما يزيد قليلاً عن نصف سكان المدينة هم من الإسماعيليين.
يعيش سكان مدينة السلمية في توافق على غير المدن الأخرى والتي ينتشر فيها العديد من الطوائف، حيث يجمع الهم السلموني (كما يسمى محليا) الطائفة الاسماعلية القاسمية والطائفة الاسماعلية المؤمنية وباقي الطوائف في خط وتألف واحد وأذاب هذه الهم السلموني تلك الخلافات المغرضة والتي تقع في بلد متعدد الطوائف بل على العكس تجد فيها قمة التألف. حدث فيها تفجير مأساوي راح ضحيته العديد من المدنيين بتاريخ 21-1-2013.
من عام 2012 إلى عام 2017، مع تطور الخطوط الأمامية في الحرب الأهلية السورية، نمت المدينة في أهميتها الاستراتيجية. ومع تحول الرستن إلى جيب خارج سيطرة الحكومة على طول طريق حمص-حماة السريع، والتطورات في محافظة إدلب التي أدت إلى فقدان الحكومة أيضاً السيطرة على أجزاء كبيرة من طريق حماة-حلب السريع الرئيسي، وحمص-سلمية، وحماة-سلمية، وأصبحت طرق سلمية-أثريا-حلب خطوطاً رئيسية تربط هذه المناطق التي تسيطر عليها الحكومة. وكانت هذه الأهمية هي سبب استهداف البلدة من حين لآخر لهجمات بقذائف الهاون من تنظيم داعش أو المتمردين. كما شارك بعض مواطني البلدة في الاحتجاجات خلال الحرب الأهلية. وتضاءلت أهمية سلمية بعد قيام الجيش السوري بتأمين طريق حمص-حماة السريع في 1 فبراير 2018، خلال حملة شمال غرب سوريا.

## التسمية
حللَ المؤرخون أصلَ التسمية فأرجعوها إلى عدة مصادر:
1- أطلق اليونانيون اسم سلاميس على مدينة سلمية اعتزازاً بانتصارهم على الفرس في معركة سلاميس. وهو اسم مدينة على بحر إيجة نظراً للتوافق بين المدينتين في المناخ والشكل.
2- ورأيٌ ثانٍ يقول : بأن كثرة المياه فيها جعل الناسَ يطلقون عليها سيل مياه أو سيل ميه، وحُرِّفَ إلى سلمية
. لقد ذكرها ياقوت الحموي في كتابه معجم البلدان فيقول: [سلَمْيةُ قيل قرب المؤتفكة فيقال :إنه لما نزلَ بأهلِ المؤتفكةِ ما نزلَ من العذابِ رحم اللهُ منهم مئةَ نفس فنجاهم اللهُ فانتزحوا إلى سلمية فعمروها وسكنوها فسميت (سلم مائة) ثم حرَّف الناسُ اسمها فقالوا سلَمْية
3- ورأي ثالث يقول أنه جاء من تسميتها بمدينة السلام في العهد اليوناني، وتوجد بعض الخرائط القديمة التي تحمل اسم ειρήνη πόλη (إيريني بوليس) في موقع سلمية الحالي أي مدينة السلام باللغة الإغريقية...ثم تحول اسمها مع الزمن إلى سلَمية. وهتاك الكثير من الآثار اليونانية في المنطقة التي تعود للعصر الهيلينستي، أو عهد الأسرة السلوقية في سوريا والذي بدأ بعد موت الإسكندر في عام 323ق.م. وامتد حتى عام 64 قبل الميلاد عندما احتل الرومان سوريا تحت قيادة بومبيوس الكبير.

## المعالم الأثرية في سلمية

### السور
السور : وهو الذي بناه نور الدين الزنكي، ويعود بالأصل إلى اليونان، ومن خلال الحفريات المعاصرة تبين أنه يزيد على أربعة كيلو مترات حيث يحيط بمدينة سلمية القديمة ولكنه الآن تم هدمه ليصبح جزءاً من معالم سلمية الأثرية حيث تم سرقه حجارة لبناء البيوت القديمة .

### قلعة سلمية
قلعة سلمية : تعود قلعة سلمية إلى العهد اليوناني وامتداده الروماني، حيث كانت مركزاً للجند، ولها شكل رباعي ذو ثمانية أبراج، وهذا البناء هو ما قام به نور الدين الزنكي عند ترميم القلعة حيث ارتفع جدارها حوالي تسعة أذرع وعرض الجدار حوالي ثلاثة أذرع، وبقي هذا الجدار حتى عام 1926 م حيث هدم وبني من حجارته دار الحكومة

### معبد زيوس
معبد زيوس : وهو نفس الموقع المعروف ((بمقام الإمام إسماعيل)) ومن خلال الحفريات والمخلفات الأثرية الموجودة الآن في البناء تبين أنه ذو طابع هلنستي مما يدل على أن اليونان قد بنوا هذا المعبد وسط المدينة المسورة ومنحوه المزيد من العناية والإتقان ثم حُوِّلَ إلى معبد لجوبيتر في العصر الروماني، وفي العصر البيزنطي تحول إلى كنيسة يتبع لها أكثر من اثنتين وأربعين كنيسة ممتدة من الرصافة وسط سوريا وحتى طرابلس
تهدم هذا البناء عدة مرات وآخر بناء له كان في عهد الأمير خلف بن ملاعب حيث تحول إلى مسجد عُرفَ بالمسجد ذي المحاريب السبعة، وهدم فيما بعد مع ما هدم في الغزو المغولي وظلَّ خراباً حتى العصر الحديث حيث رُمِّمَ عام 1993 م وأعيد بناؤه كمسجد

### قلعة شميميس

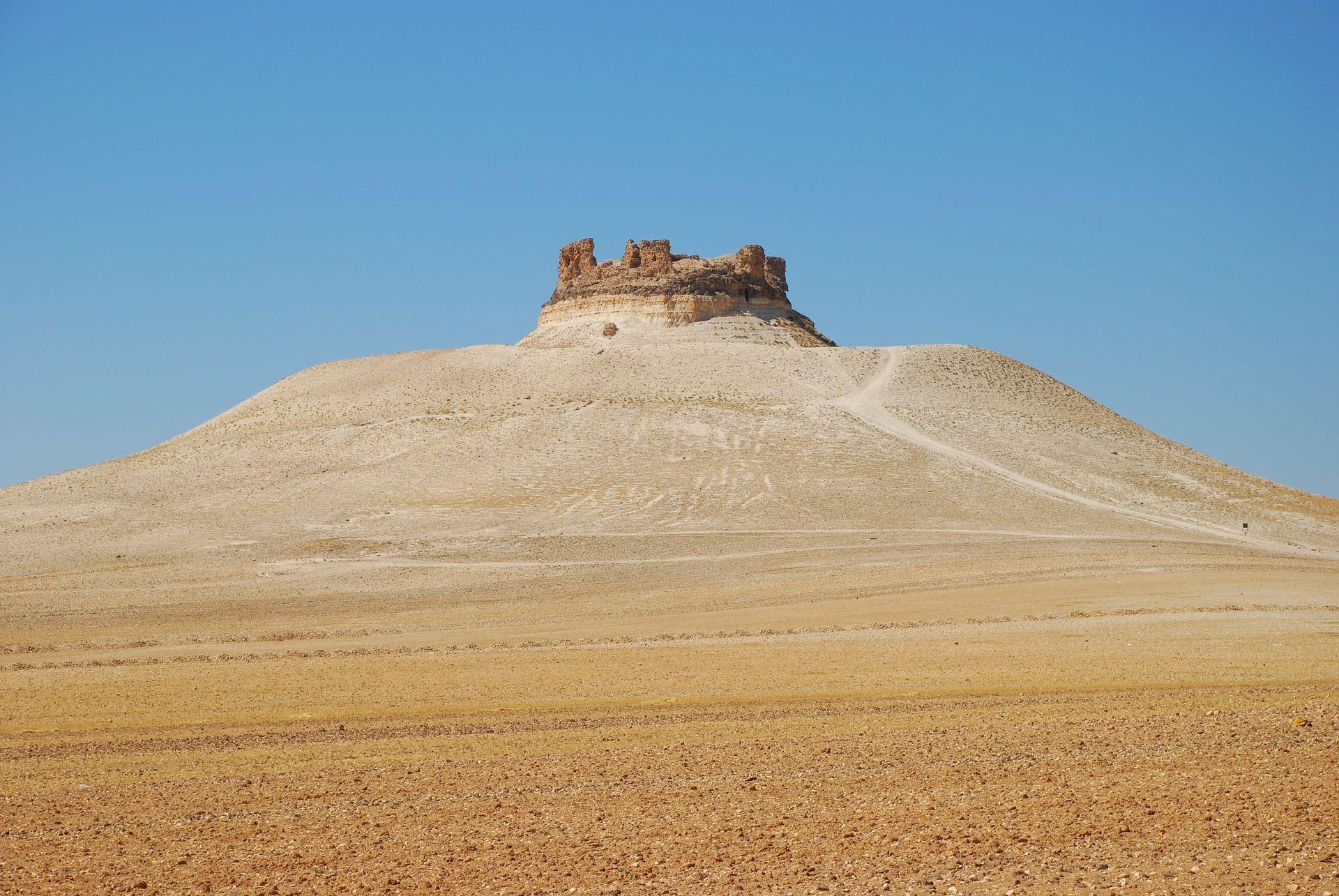
منظر كامل لقلعة شميس 2009

قلعة شميميس : في الشمال الغربي من مدينة سلمية على بعد خمسة كيلومترات، وعلى جبل منفرد وهو واحد من جبال العَلا مخروطي الشَّكل حيثُ تقع هذه القلعة 0 وأما بناؤها الأول يعود لأسرة شميسغرام وهم أمراء حمص أواخر العهد الهلنستي وبداية العهد الروماني، وظلت هذه القلعة قائمة حتى جاء الفرس وهدموها وأحرقوها شأن كل التحصينات التي شاهدوها في بلاد الشام، وطلت خراباً حتى عمرت في زمن شيركوه الأيوبي وأما زمن إعادة بنائها فقد حدده المؤرخون ومنهم أبو الفداء بعام 626هـ - 1228م بينما حدد محمد كرد علي في كتابه((خطط الشام)) زمن إعادة بنائها عام 627هـ - 1229 م ولكنهم أجمعوا على أن مجدد بنائها هو شيركوه الأيوبي صاحب حمص 0 تجثم القلعة ببنائها وأبراجها العالية فوق طبقة بازلتية تغطي قمة الجبل المخروطي، وحولها خندقٌ بعمق حوالي خمسة عشر متراً وفيها بئر ماءٍ عميقة ضخمة لتلبية حاجة القلعة من الماء، وبئر أخرى للتموين مصقولة من الداخل بملاط من الكلس والطين، وفيها دار الإمارة، وبعض الأقبية التي كانت مساكناً للجند. وأما أهمية القلعة من حيث الموقع فقد كانت ذات أهمية عظيمة لأنها تطل من مكانها على أربعة اتجاهات حيث ترصد دائرة واسعة بقطرٍ يزيد على الخمسين كيلو متر 0 من هذا الموقع المطل المشرف على هذه المساحات الواسعة يستطيع الراصد من خلالها أن يرصد كل هذه المساحات مما أكسبها أهميةً كبيرةً وكانت محط أنظار الطامعين0 وكان آخر ما تعرضت له هو الدمار الذي لحق بها أثناء الغزو المغولي، وما تزال أطلالها خربة إلى يومنا هذا.

### مزار الخضر
مزار الخضر: (المار جورجيوس) يقع شمالي سلمية بمسافة 3 كم فوق قمة جرداء وكان ديراً للمسيحية، ولكن بعد الفتح الإسلامي حولت كنيسته إلى مسجد صغير، وتحول اسمه من دير المار جورجيوس إلى مزار الخضر الحي 0 ويلحق بهذا الدير العديد من الغرف وبعض المغاور والكهوف ولكنه الآن خربٌ تماماً لم يبقَ منه إلاّ بقيةُ جدار وقاعدة للمحراب.

### القنوات الرومانية
القنوات الرومانية: ومن المعالم الأثرية الهامة أيضاً القنوات الرومانية المنتشرة في كل بقعة من بقاعها حيثُ لم تبقَ بقعةٌ إلاّ رُويت بالماء، وقد ذكر المؤرخون أنَّ فيها ثلاثمائة وستون قناة موجودة ما بين سلمية وريفها الممتدِ من قرية الكافات غرباً إلى قرية الشيخ هلال شرقاً، وقد كانت هذه هي الطريقة المستخدمة في ري الأراضي آنذاك0 هذا وقد نُسجت قصصٌ كثيرة حول هذه القنوات وأهمها قصة قناة العاشق .

## قصة قناة العاشق
تمكنت بعثة أثرية من اكتشاف بقايا قناة مياه رومانية عمرها 2000 سنة في المنطقة الوسطى من سورية وهي نفسها (قناة العاشق) التي كانت كتب التاريخ قد تحدثت عنها وعن أسطورة حب عاشها أمير منطقة «سلمية» في القرن الأول الميلادي مع ابنة ملك منطقة «أفاميا» والتي تبعد عن إمارته 80 كلم، في وسط سورية قرب مدينة حماة السورية، وتقول الأسطورة (الحقيقة) أن الحب كان من طرف واحد (من قبل الأمير)، الذي تقدم لخطبة الأميرة، لكن اشترطت عليه أن يجر مياه الري من عين الزرقاء الغنية بالمياه في منطقته إلى مدينتها «أفاميا» حتى تقبل به زوجاً، وكما يقال (الحب أعمى) فقد عمد الأمير إلى توظيف كل إمكانيات إمارته وعمالها لشق قناة يصل طولها إلى 150 كلم أخذت شكلاً متعرجاً وهندسياً لتصل المياه بشكل جيد إلى أفاميا التي ترتفع عن سطح البحر 308 أمتار، في حين أن مدينته «سلميه» ترتفع 475 متراً عن سطح البحر، فتم إنشاء القناة باتقان وبدراسة علمية وهندسية. يقول رئيس بعثة التنقيبات في القناة المائية (قناة العاشق) «إبراهيم شدود»: قصة اكتشاف قناة الحب أو العشق هذه جاءت مصادفة قبل عدة أيام حين كان (بلدوزر) يعمل على حفر أحواض لمحطة معالجة المياه المالحة في المنطقة، ظهرت حجارة بازلتية وقواطع حجرية أثرية، سارعنا فوراً إلى إجراء كشف ودراسة لهذه القناة التي ظهر منها حتى الآن حوالي ستين متراً بارتفاعات متباينة وبعرض متفاوت يصل إلى حوالي مترين ولاحظنا أن القناة مبنية كلها بالحجر البازلتي المنحوت بشكل فني ومتقن. يبدو أن أمير المنطقة الذي بنى هذه القناة كان مغرماً بشكل كبير بابنة ملك أفاميا فأراد أن تكون هذه القناة المعجزة عربون حبه وتضحيته من أجل هذا الحب والذي توج بالزواج منها.